# Онуфриенко, Григорий Андреевич
Григорий Андреевич Онуфриенко (3 февраля 1928 года, село Вознесенское, Целинный район, Республика Калмыкия — 22 февраля 2012 года, посёлок Опенки, Пролетарский район, Ростовская область) — комбайнёр, госплемзавода «Орловский» Орловского района Ростовской области. Герой Социалистического Труда (1976), награждён тремя орденами Ленина (1966, 1973, 1976), орденом «Знак Почёта» (1966), медалью «За доблестный труд в Великой Отечественной войне 1941—1945 гг.». Победитель социалистического соревнования (1973—1979), почётный гражданин Орловского района (2000).

## Биография
Родился Григорий Андреевич 3 февраля 1928 года в селе Вознесенское (ныне Целинного района Калмыкии), в многодетной крестьянской семье, отец работал животноводом, затем в 1934 году семья уехала в совхоз № 8 ГПЗ «Орловский» Орловского района Ростовской области. В 1942 году окончил школу, затем в возрасте пятнадцати лет в 1943 году после окончания курсов работал на тракторе СТЗ, был награждён медалью «За доблестный труд в Великой Отечественной войне 1941—1945 гг.». Григорий Онуфриенко работал трактористом до весны 1951 года, в 1951—1955 годах служил в Советской Армии. После армии вернулся домой, работал в совхозе и учился заочно в Сальском сельскохозяйственном техникуме на механика в посёлке Гигант. После окончания техникума работал механиком, заведующим мастерскими, с 1966 года работал каждое лето на уборке урожая, был награждён орденом «Знак Почёта» за успехи на уборке, освоение целинных земель. Григорий Андреевич — победитель социалистического соревнования (1973—1979), в 1973 году намолотил 27600 центнеров зерна, награждён орденом Ленина и получил звание «Чемпион жатвы 1973 года», в жатву «Урожай—74» от рабочих таганрогского завода получил именной комбайн «Колос». Онуфриенко был звеньевым и его звено в 1976 году намолотило более 80000 центнеров зерна. За высокие результаты и проявленную трудовую доблесть в 1976 году Григорий Андреевич Онуфриенко был удостоен звания Героя Социалистического Труда с вручением ордена Ленина и золотой медали «Серп и Молот».
До выхода на пенсию Г. А. Онуфриенко работал с 1986 года звеньевым поливного орошаемого участка. Григорий Андреевич Онуфриенко — награждён орденами и медалями, грамотами министра сельского хозяйства, Совета Министров СССР, с 2000 года — почётный гражданин Орловского района.
Скончался 22 февраля 2012 года в посёлке Опенки Пролетарского района Ростовской области.

## Награды
- Герой Социалистического Труда (1976);
- Три ордена Ленина (1966, 1973, 1976);
- Орден «Знак Почёта» (1966);
- Медаль «За доблестный труд в Великой Отечественной войне 1941—1945 гг.»
- Победитель социалистического соревнования (1973—1979);
- Почётный гражданин Орловского района (2000).